# Inganno (Roth)
Inganno (Deception) è un romanzo del 1990 dello scrittore statunitense Philip Roth, pubblicato presso Simon & Schuster. Nel romanzo, Roth dà il proprio nome al protagonista, anche se non si tratta di un'opera autobiografica, come in I fatti. Autobiografia di un romanziere o in Patrimonio. Una storia vera. In opere successive di finzione, l'autore tornerà a dare a personaggi il proprio nome, come in Operazione Shylock: una confessione e ne Il complotto contro l'America.

## Trama
Al centro del romanzo ci sono le conversazioni a Londra tra un uomo americano di nome Philip e una donna inglese, intrappolata con un bambino piccolo in una famiglia senza amore alto-borghese. La vita di entrambi si rivela gradualmente attraverso le loro parole, dette prima o dopo aver fatto l'amore.

## Edizioni italiane
- Philip Roth, Inganno, traduzione di Raul Montanari, Milano, Leonardo, 1991,  p. 151. 
Poi nella collana ET n. 1418, serie Scrittori, Torino, Einaudi, 2006, ISBN 9788806182939; 
infine in Super ET uniform edition, 2015, pp. 166, ISBN 9788806225346.

## Adattamenti cinematografici
- Tromperie, regia di Arnaud Desplechin (2021), con Léa Seydoux e Denis Podalydès